# Quốc lộ 14D
Quốc lộ 14D một tuyến giao thông đường bộ cấp quốc gia nằm hoàn toàn trong địa phận huyện Nam Giang, tỉnh Quảng Nam.
Quốc lộ 14D có chiều dài 75 km. Điềm đầu là giao cắt với Quốc lộ 14 tại Bến Giằng, cách thị trấn Thạnh Mỹ khoảng 12 km. Điểm cuối là cửa khẩu Nam Giang trên biên giới Việt-Lào, thuộc địa phận xã La Dêê, huyện Nam Giang.
Quốc lộ 14D nối với quốc lộ 16 của Lào qua cặp cửa khẩu Nam Giang - Dak Ta Ork.